# Leire Aramendia
Leire Aramendia Yerro (Lerín, 23 de abril de 1993), también aparece con el grafismo Leyre, es una ex jugadora de balonmano que jugaba de extremoen la liga española y la Selección española de balonmano.

## Trayectoria
Participaba en las actividades de deporte escolar en Lerín, con unos 10 u 11 años; practicaba atletismo, bádminton y balonmano, decantándose por este deporte al que se dedicó hasta su retirada. Jugó en su época infantil (2005/07) en el Balonmano River Ega de Andosilla. Pasó por la escuela del Itxako de Estella en categorías cadete y juvenil. Con el equipo sénior participó en la liga de División de Honor Plata y en algunos partidos de la liga División de Honor con el Súper Itxako cuando era juvenil (2007-2011), además de debutar en la EHF Champions League en 2010.
En 2011 se mudó al Helvetia Alcobendas, en Madrid para poder desarrollar sus estudios de Bioquímica. Con el conjunto del Pabellón de los Sueños participó 5 años en la División de Honor Femenina. 5 participaciones en la Copa de la Reina y fases previas de EHF Cup
En 2016 fichó por el Súper Amara Bera Bera, de San Sebastián. Con el conjunto vasco fue campeona de la Súpercopa de España en 2016 y 2018, subcampeona de Liga en 2017 y 2019 y Campeona de Liga en 2018. Además fue subcampeona de la Copa de la Reina en 2017 y 2018 y se alzó con el título de Copa de la Reina en 2019. Además sufrió una grave lesión de rodilla (rotura del ligamento cruzado anterior y el menisco interno) que la mantuvo 10 meses apartada del terreno de juego.
Se retiró en la temporada 2018-2019 junto a Maite Zugarrondo, tras tres temporadas en el conjunto donostiarra, con 26 años, para iniciar una vida profesional relacionada con la bioquímica.
Debutó con las Guerreras el 24 de marzo de 2018, ante Polonia. Cuenta con una medalla de oro universitaria con la selección española, en un equipo en el que coincidió con Merche Castellanos, Esther Arrojería, Amaia González de Garibay, Silvia Arderius y Paula García.

### Clubes
- 2009-11: Itxako Reyno de Navarra
- 2011-16: Alcobendas
- 2016-19: Balonmano Bera Bera

## Títulos y galardones

### Selección española
- 1 x Campeonato del Mundo Universitario (2016)

### Clubes
- 1 x Liga Guerreras Iberdrola (2017/18)
- 1 x Copa de la Reina (2018/19)
- 2 x Supercopa de España (2016/17, 2018/19)[12][13]

### Individuales
- Estrella del Deporte de Estella 2018[4]